# Anna Marchesini
Pour les articles homonymes, voir Marchesini.
Anna Rita Marchesini est une actrice, comique, écrivain et imitatrice italienne, née le 19 novembre 1953 à Orvieto et morte le 30 juillet 2016 dans la même ville,.

## Biographie
Anna Marchesini est née à Orvieto le 19 novembre 1953. Après les études dans sa ville natale, elle s'inscrit à la faculté de Psychologie et obtient le diplôme de laurea en 1975 à l'université de Rome « La Sapienza ». En 1976, elle entre à l'Académie nationale d'art dramatique Silvio D'Amico et en 1979 obtient un diplôme d'actrice de prose.
Sa carrière théâtrale commence en 1976 dans le Le Bourgeois gentilhomme de Molière, réalisé par Tino Buazzelli, et poursuit dans diverses pièces de théâtre, de 1979 à 1981, sous la direction de Lorenzo Salveti (it). En 1979, Anna Marchesini entre dans la compagnie théâtrale du Piccolo Teatro di Milano.
En parallèle, elle est active dans le doublage en tant que voix italienne de Judy Garland dans la réédition du Magicien d'Oz (1980) et dans des dessins animés comme Caroline et Clue Club.
En 1982, elle forme le « trio comique » de cabaret Marchesini-Lopez-Solenghi et débute sur RadioDue dans l'émission radiophonique Helzapoppin ; sa carrière de comique avec le trio continuera dans diverses émissions télévisées jusqu'en 1994 (Domenica in et Fantastico).
Le 19 septembre 1991, Anna Marchesini épouse l'acteur Paki Valente ; le couple divorce quelques années plus tard, en 1999.
À partir de 1994, elle continue une carrière solo, aussi bien au théâtre qu'à la télévision.
En 2006, Anna Marchesini est atteinte de polyarthrite rhumatoïde. Malgré le handicap, elle continue à réaliser et jouer dans des pièces de théâtre, ainsi qu'à écrire des livres. Néanmoins, elle meurt des séquelles de cette maladie à Orvieto le 30 juillet 2016 à l'âge de 62 ans.

## Production
Théâtre
- 1976 : Il borghese gentiluomo, réalisation de Tino Buazzelli
- 1979 :
  - Platonov, réalisation de Virginio Puecher
  - Le donne al parlamento, réalisation de Lorenzo Salveti
  - La Fée Urgèle, réalisation de Lorenzo Salveti
- 1980 :
  - Gli uccelli, réalisation de Lorenzo Salveti
  - Il Trilussa Bazar, réalisation de Mario Scaccia et Nino Mangano
- 1981 : Il barbiere di Siviglia, réalisation de Mario Maranzana
- 1982 : Il Fantasma dell'Opera, réalisation de Tonino Pulci
- 1987 : Allacciare le cinture di sicurezza, réalisation d'Anna Marchesini, Tullio Solenghi et Massimo Lopez
- 1991 : In principio era il trio, réalisation d'Anna Marchesini, Tullio Solenghi et Massimo Lopez
- 1996 : Due di Noi, réalisation d'Anna Marchesini, Tullio Solenghi
- 1998 : Parlano da sole, réalisation de Mario Missiroli
- 1999 : Una patatina nello zucchero, réalisation d'Anna Marchesini
- 2001 : La cerimonia del massaggio, réalisation d'Anna Marchesini
- 2005 : Le due zittelle, réalisation d'Anna Marchesini
- 2008 : Giorni felici, réalisation d'Anna Marchesini
- 2014 : Cirino e Marilda non si può fare, réalisation d'Anna Marchesini.

## Filmographie
Télévision
- 1984-1985 : Tastomatto, Rai 2,
- 1985-1986 : Domenica In, Rai 1,
- 1986, 1987 et 1989 : Festival de Sanremo, Rai 1,
- 1986-1987 : Fantastico 7, Rai 1,
- 1990 : I promessi sposi, Rai 1,
- 1993 : In principio era il trio, Rai 2,
- 1995 : La rossa del Roxy Bar, Rai 1,
- 2008 : Non esiste più la mezza stagione, Rai 1.

Cinéma
- 1985 : A me mi piace, d'Enrico Montesano

## Livres
- 2000 : Che siccome che sono cecata,
- 2011 : Il terrazzino dei gerani timidi,
- 2012 : Di mercoledì,
- 2013 : Moscerine.